# Ngaing
Die Ngaing sind ein indigenes Volk in Papua-Neuguinea mit rund 2000 Angehörigen (Stand: 2000). Die Ngaing siedeln an den südöstlichen Ausläufern des Finisterre-Gebirges in den Provinzen Madang und Morobe. Im Südosten der Insel siedeln sie vornehmlich zwischen den Flüssen Nankina und Mot und damit teilweise im stark zerklüftetem Gebirge, das zur Küste hin abflacht. Ihre Sprache heißt ebenfalls Ngaing (Mailang, Sor) und gehört zur Sprachfamilie der Finisterre-Huon-Sprachen (Trans-Neuguinea-Sprachraum). Aus der Finisterre-Huon-Sprache leiten sich die Gusap–Mot-Sprachzweige, zu denen neben Ngaing auch Madi (Gira), Iyo (Nahu), Neko, Nekgini, Rawa und Ufim gehören, ab. Der Anthropologe Peter Lawrence erforschte die Ngaing in den 1960er Jahren ausführlich.

## Soziale Organisation
Die Ngaing folgen einer zweilinigen, bilinearen Abstammungsregel, vom Vater und von der Mutter. Im Dorf umfassen die väterseitigen Abstammungsgruppen (Patri-Lineages) 3 bis 5 Generationen und bilden größere hong (Patri-Clans), welche die Grundeinheiten der Siedlung ausmachen. Über diese Clans werden die Regeln der exogamen Heirat (zwischen den Clans), der Landrechte (wichtig für Gartenbau und Jagd) und der Ritualrechte (wichtig für Männerkult-Zeremonien) weitergegeben und vererbt. Ähnlich organisiert sind die parallel zu den Männern berechtigten mütterseitigen Abstammungsgruppen (Matri-Lineages), die das Totem-Recht auf sich vereinen und damit animistische Schutzgeistfunktionen ausüben. Meist wird dabei der betroffenen Person eine Pflanze oder Tierart zugewiesen, die für die Gesellschaft eine bestimmte Bedeutung hat und der sie im Weiteren besondere Achtung entgegenzubringen hat.
Die einzelnen Gruppen leben im Siedlungsgebiet verstreut und befolgen die eheliche Wohnfolgeregel der Patri-Lokalität: Der Wohnsitz eines verheirateten Paares wird beim Ehemann eingerichtet, der bei seinem Vater wohnt. Versammlungen beider Gruppierungen zu gemeinsamen Aktivitäten finden nicht statt.

## Wirtschaft
Die Ngaing leben in Subsistenz von Feldfrüchten, wie Taro, Yams und Süßkartoffeln. Sie halten Schweine und Hühner und jagen Wildschweine, Beuteltiere und Vögel. Für den Verkauf bestimmt sind die Früchte verschiedener Nutzpflanzen wie Kaffee und Kakao sowie Betelnüsse.